# Lestodiplosis decemmaculata
Lestodiplosis decemmaculata är en tvåvingeart som beskrevs av Walsh 1864. Lestodiplosis decemmaculata ingår i släktet Lestodiplosis och familjen gallmyggor.
Artens utbredningsområde är Illinois. Inga underarter finns listade i Catalogue of Life.